# Władysław Witrylak
Władysław Józef Witrylak (ur. 16 grudnia 1898 w Stryju, zm. 19 grudnia 1971 w Londynie) – podharcmistrz, kapitan piechoty Wojska Polskiego II RP, major Polskich Sił Zbrojnych.

## Życiorys
Urodził się 16 grudnia 1898 w Stryju. Był jednym z dziesięciu dzieci Mariana (1879-1947) i Emilii z domu Kuliczka (1879-1963), wnukiem powstańca styczniowego, Władysława Kuliczki. Początkowo kształcił się w Stryju, następnie w Filii C. K. Gimnazjum w Samborze, gdzie w 1913 ukończył IV klasę, a później zdał egzamin dojrzałości. W 1911 w wieku 13 lat przystąpił do III Drużyny Skautowej im. Stanisława Staszica. W styczniu 1912 złożył przyrzeczenie skautowe.
Podczas I wojny światowej zbiegł z domu, po czym zgłosił się do Legionów Polskich, z których został odesłany z uwagi na zbyt młody wiek. W sierpniu wraz z rodziną został ewakuowany do Bregencji, od stycznia 1915 przebywał w czeskiej Pradze, a we wrześniu tego roku powrócił do Sambora, gdzie zorganizował 1 Drużynę Skautową im. Józefa Piłsudskiego. W październiku 1917 podjął studia na Wydziale Inżynierii Lądowej Politechniki Lwowskiej i w 1917 został skarbnikiem naczelnej Komendy Skautowej. Pod koniec października 1918 wstąpił do Polskich Kadr Wojskowych. U kresu wojny w listopadzie 1918 jako żołnierz Wojska Polskiego uczestniczył w obronie Lwowa w 1918 w trakcie wojny polsko-ukraińskiej. W czasie późniejszych walk tego konfliktu służył w szeregach 1 Pułku Strzelców Lwowskich, później będąc plutonowym pełnił funkcję kreślarza w 5 Dywizji Piechoty. Na przełomie 1919/1920 kontynuował studia na politechnice, po czym służył w sztabie ww. dywizji do maja 1920, skąd został skierowany na trzymiesięczny kurs Szkoły Podchorążych w Warszawie, który ukończył. Następnie jako podchorąży został przydzielony 55 Pułku Piechoty w Krotoszynie, a później brał udział w wojnie polsko-bolszewickiej w szeregach 33 Pułku Piechoty na stanowisku dowódcy plutonu. Został awansowany na stopień porucznika piechoty w ze starszeństwem z dniem 1 września 1922. W latach 20. był oficerem 5 Pułku Strzelców Podhalańskich z Przemyśla, służąc w jego częściowej dyslokacji w Samborze. 6 września 1923 został przydzielony do Powiatowej Komendy Uzupełnień Sambor na stanowisko oficera instrukcyjnego. Pełnił funkcję sekretarza ekspozytury powiatowej w Samborze Polskiego Towarzystwa Opieki nad Grobami Bohaterów. W marcu 1926 został przydzielony do macierzystego 5 psp. W tym czasie był instruktorem harcerskim w zajęciach Przysposobienia Wojskowego, pełniąc funkcję komendanta Hufca Harcerskiego w Samborze w stopniu podharcmistrza do września 1929, gdy został przeniesiony do przemyskiej siedziby swojego pułku. Został awansowany na stopień kapitana artylerii w 1935. Według stanu z marca 1939 w strukturze 38 Pułku Piechoty Strzelców Lwowskich pełnił funkcję komendanta miejskiego PW w Przemyślu w ramach 38 obwodu przysposobienia wojskowego „Przemyśl”.

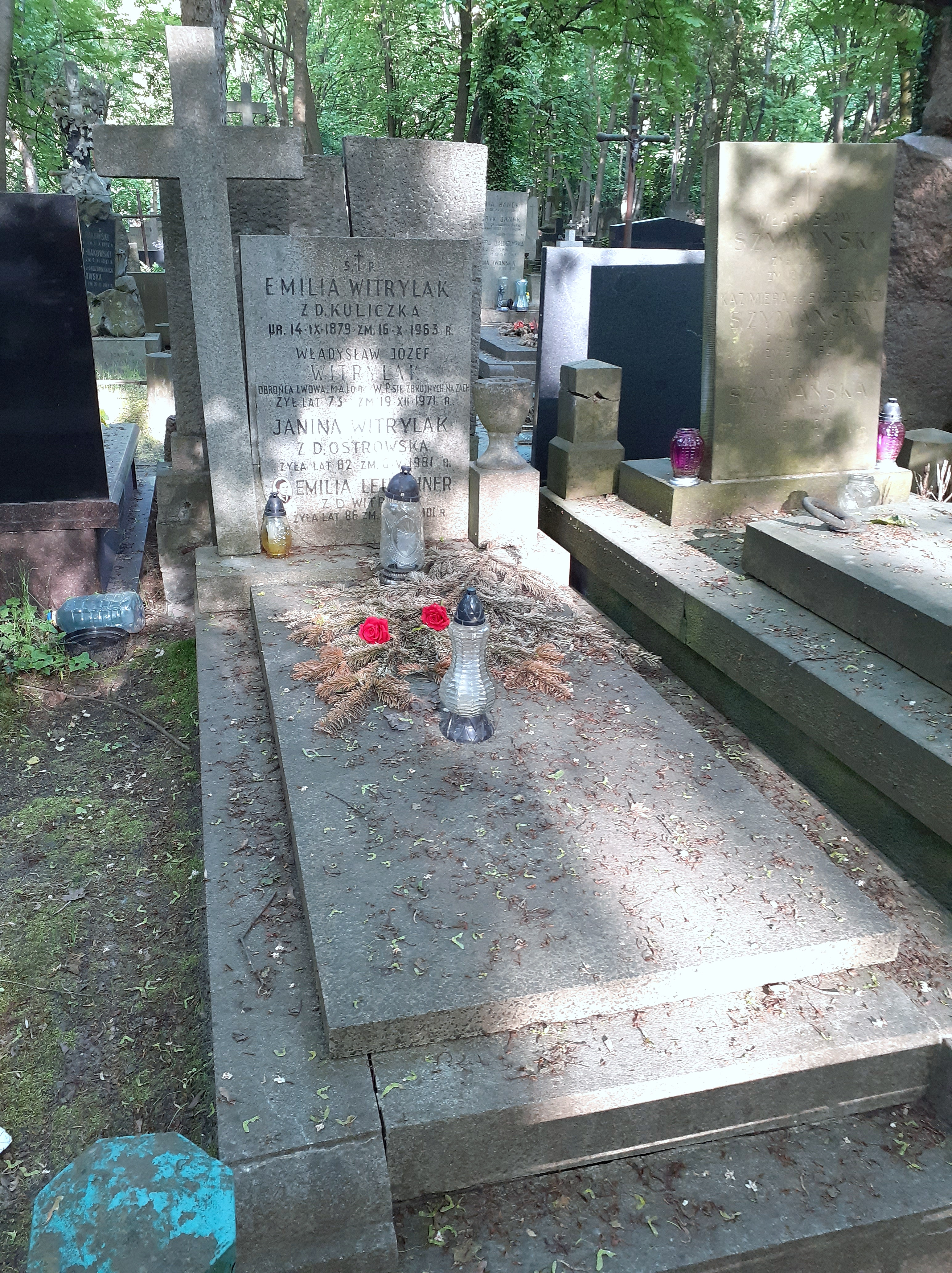
Grobowiec rodzinny Władysława Witrylaka

W chwili wybuchu II wojny światowej na początku kampanii wrześniowej był dowódcą 1 kompanii Batalionu „Przemyśl” Obrony Narodowej, stacjonującego wówczas w Rzepedzi. Wraz z kompanią brał udział w walkach pod Olszanicą. Później był dowódcą 5 kompanii 3 Brygady Górskiej. Później przedostał się na Węgry, dalej przez Jugosławię do Francji, gdzie trafił w styczniu 1940. Tam wstąpił do szeregów Wojska Polskiego we Francji i został żołnierzem Samodzielnej Brygady Strzelców Podhalańskich, w której na stanowisku dowódcy kompanii gospodarczej w IV Batalionie 2 Półbrygady uczestniczył w bitwie o Narwik w 1940. W 1941 był ewakuowany z Francji z przeznaczeniem do Wielkiej Brytanii przez Hiszpanię, gdzie został internowany w Miranda de Ebro. W kwietniu 1943 został zwolniony stamtąd, po czym trafił do Anglii. W Szkocji został przydzielony do 2 Dywizji Grenadierów Pancernych Polskich Sił Zbrojnych na Zachodzie. Po lądowaniu dywizji we Francji w październiku 1944 został skierowany do Paryża na stanowisko kwatermistrza i komendanta Obozu Żołnierzy Nr 1 w koszarach w Bessières. Tam został awansowany na stopień majora. Po zakończeniu wojny przebywał we Francji do 1948, pełniąc funkcję komendanta Obozu Zbornego Wojska Polskiego Nr 3 w Lille.
Po zlikwidowaniu ww. obozów osiadł w Wielkiej Brytanii. Był oficerem Polskiego Korpusu Przysposobienia i Rozmieszczenia. Tam początkowo pracował fizycznie. W 1953 został kierownikiem i administratorem Hospicjum św. Stanisława (dom studencki Fundacji „Veritas”). Po sprzedaży tego domu pracował w Katolickim Ośrodku Wydawniczym Fundacji „Veritas” do lutego 1967. Wówczas przeszedł na emeryturę. 
Zmarł 19 grudnia 1971 w Londynie. Msza pogrzebowa została odprawiona 23 grudnia 1971. Jego prochy zostały pochowany w grobowcu rodzinnym na cmentarzu Powązkowskim w Warszawie (kwatera 246-7-9).
W 1923 ożenił się z Janiną Ostrowską (także harcerką, zm. 1981 w wieku 82 lat), z którą miał synów Stanisława, Janusza i Jerzego oraz córkę Aleksandrę.

## Ordery i odznaczenia
- Krzyż Walecznych (przed 1932)
- Medal Niepodległości – 9 listopada 1933 roku „za pracę w dziele odzyskania niepodległości”[20]